# Dominic Baker-Smith
Dominic Baker-Smith, voluit Malcolm Philip Dominic Baker-Smith (Londen, 19 mei 1937 – 26 augustus 2016), was een Brits hoogleraar Engelse letterkunde aan verschillende Britse en Canadese universiteiten en – gedurende de helft van zijn academische loopbaan – aan de Universiteit van Amsterdam, met als specialisatie de renaissance, specifiek het humanisme.

## Loopbaan en levensloop
Baker-Smith werd opgeleid aan de Universiteit van Cambridge en specialiseerde zich in de literatuur van de Engelse renaissanceperiode en het Neolatijn. Zijn proefschrift (1970) handelde over het werk van Florens Wilson (gelatiniseerd: Florentius Volusenus) in relatie tot het evangelisch humanisme. Baker-Smith doceerde drie jaar aan de Canadese University of Saskatchewan en nogmaals drie jaar, van 1973 tot 1976, aan de Faculteit Engels van Cambridge in zijn geboorteland, waar hij zijn opleiding genoten had. Daar werd hij fellow van het Fitzwilliam College. Vervolgens was hij hoogleraar aan University College Cardiff (Wales) en van 1981 tot 1998 aan de Universiteit van Amsterdam (Engels Seminarium). Hij was geruime tijd voorzitter van de Society for Renaissance Studies.
Baker-Smith was even bekend om zijn scherpzinnige geest als om zijn 'dress sense'. In de ogen van velen was hij dan ook een voorbeeld van de typische Engelse 'gentleman'. Baker-Smith ging om gezondheidsredenen in 1998 vroegtijdig met pensioen, maar bleef tot op hoge leeftijd actief als auteur.
In 1999 benoemde koningin Elizabeth hem tot Lid in de Orde van het Britse Rijk for his services to English teaching in The Netherlands. Ook werd er in 2005 een speciale essaybundel aan hem gewijd.
Baker-Smith was gehuwd met de historica Veronica Baker-Smith. Ze hadden drie kinderen.

## Werk
Baker-Smith legde een grote belangstelling aan de dag voor de taal van de Bijbel, Plato, het leven en werk van de humanist Erasmus, Sir Philip Sidney en Thomas More en hield zich op velerlei manieren bezig met dystopieën en utopieën. Een andere passie vormde de dichtkunst uit de Eerste Wereldoorlog. Daarnaast was hij ook actief als vertaler. Hij vertaalde Utopia van Thomas More uit het Latijn in het Engels (1991, herziene editie 2000; 2012 in de reeks Penguin Classics) en bezorgde drie delen in de Toronto Collected Works of Erasmus.

### Boeken (selectie)
- The writings of Florens Wilson in relation to evangelical Humanism, 1970 (proefschrift)
- met Jan Van Dorsten: Sir Philip Sidney: 1586 and the Creation of a Legend (Publications of the Sir Thomas Browne Institute), 1986
- Expositions of the Psalms: Volume 64 (Collected Works of Erasmus), 2005

### Artikelen (selectie)
- Baker-Smith, Dominic, "Great expectations: Sidney's death and the poets". In Sir Philip Sidney 1586 (1986): 83-103.
- Baker-Smith, Dominic, "'Inglorious glory': 1513 and the humanist attack on chivalry". In Chivalry in the Renaissance (1990): 129-44.
- Baker-Smith, Dominic, "Erasmus and More: a friendship revisited". In Recusant History 30.01 (2010): 7-25.